# جون ترودل
جون ترودل (بالإنجليزية: John Trudell)‏ هو مغن ومؤلف وموسيقي وناشط اجتماعي وشاعر وممثل أمريكي، ولد في 15 فبراير 1946 في الولايات المتحدة، وتوفي بنفس المكان في 8 ديسمبر 2015 بسبب سرطان.

## وصلات خارجية
- جون ترودل على موقع IMDb (الإنجليزية)
- جون ترودل على موقع ميوزك برينز (الإنجليزية)
- جون ترودل على موقع أول موفي (الإنجليزية)
- جون ترودل على موقع أول ميوزيك (الإنجليزية)
- جون ترودل على موقع ديسكوغز (الإنجليزية)
- جون ترودل على موقع قاعدة بيانات الفيلم (الإنجليزية)